# Holomelina opelloides
Holomelina opelloides là một loài bướm đêm thuộc phân họ Arctiinae, họ Erebidae.